# Yoshikatsu Yoshida
Yoshikatsu Yoshida (né le 30 octobre 1941) est un lutteur japonais spécialiste de la lutte libre. Il participe aux Jeux olympiques d'été de 1964 en combattant dans la catégorie des poids mouche - 52 kg et remporte le titre olympique.

## Palmarès

### Jeux olympiques
- Jeux olympiques de 1964 à Tokyo,  Japon
  -  Médaille d'or.